# Joseph René-Corail
Joseph Sainte-Croix René-Corail, dit Khokho René-Corail, né le 14 septembre 1932 à Beaufond, dans la campagne des Trois-Îlets en Martinique et mort dans cette même ville le 13 février 1998, est un artiste français.
Il fut en 1962, l'un des auteurs du Manifeste de l'OJAM.

## Biographie
Fils de Barnabé Justin René-Corail (1887-1974) et de Marguerite Louise Giscon (1910-1965), agriculteurs, il a vingt-quatre frères et sœurs, dont dix du même lit. Il a « incarné » et « illustré » l’insoumission et la résistance.
Il a sept ans quand il entre dans une vieille bâtisse à moitié en ruine faisant office d’école maternelle. Il obtient son certificat d’études primaires et entre en sixième en 1941, au cours complémentaire des Terres-Sainville. C’est dans cet établissement qu’il suit les enseignements artistiques dispensés par Fernand Peux, une rencontre qui déterminera sa vocation artistique. Mais, en 1948, il échoue au brevet élémentaire avant d'obtenir le concours d’entrée de l’École des arts appliqués – section céramique. Il obtient son diplôme en deux années au lieu des trois requises, et part poursuivre ses études à l’École supérieure des arts appliqués de la rue Dupetit-Thouars, à Paris. Il a Pierre Roulot comme principal enseignant.
En 1952, il séjourne à Savigny-sur-Orge, chez M. et Mme Ménil, où il réalise des objets en céramique. Il effectue aussi des stages en province et voyage à Cannes et Vallauris où il réalise des céramiques pour Yves Montant et Simone Signoret[réf. nécessaire]. Il rencontre aussi brièvement Pablo Picasso avec qui il collabore néanmoins intensément (tournage de pièces pour le Maître et moulage)[réf. nécessaire].
À 21 ans, il est appelé sous les drapeaux. Il refuse de faire son service militaire. Considéré comme déserteur, il est toutefois intégré sans sanction dans l’armée française. Muté en Tunisie, il sera confronté aux troubles qui s’y déroulent. Rapatrié en France, il est rappelé sur le front pendant la Guerre d’Algérie, qu’il qualifie de « boucherie humaine »[réf. nécessaire].
A son retour en Martinique, il devient professeur à l’École des arts appliqués et y enseigne la céramique. Il commence à expérimenter de nouveaux médiums, tels le bambou, les métaux et le tissu. En 1960, il démissionne de l’École des arts appliqués. Il continue néanmoins ses recherches, dans son grenier de la rue du Capitaine Manuel. Il met au point des types de poupées créoles, des crèches martiniquaises avec étable en noix de coco et santons créoles. Il fait aussi des tapisseries murales donnant à voir des scènes de vie quotidienne, des combats de coqs, la coupe de la canne, le carnaval. Il organise aussi des stages.
Le maire de Saint-Esprit, Georges Fitte-Duval, l’accueille et un nouvel atelier, sous la direction de René-Corail, commence à produire. En 1962, il crée six sculptures sur métal pour l’église de Bellefontaine : « Les âmes du purgatoire », et celle du frontispice de l’église de Bellevue : « Cœur immaculé de Marie », avènement d’un type nouveau d’art religieux dans le pays.
Il prend part à des expositions organisées à Paris par le ministère de la Culture, où il obtient une médaille d’or pour une tapisserie en patchwork et une médaille d’or pour une de ses sculptures sur métal[réf. nécessaire].
En 1963, lors de l'affaire de l’OJAM, René-Corail est emprisonné à la maison d’arrêt de la rue Victor Sévère (avril), puis transféré en France, à la prison de Fresnes. Prisonnier politique, il est acquitté et relâché quatre mois plus tard, le 30 juillet 1963 et rejoint la Martinique en Décembre 1963.
Durant les années 1964-1977, René-Corail réalise des travaux importants, organise des stages et forme de nombreux élèves au travail du bambou, de la sculpture sur bois et de la création de tabourets en bois de mahogany. En 1971, il réalise la statue de la Place du 22 mai, à Trénelle, Fort-de-France, à la demande d’Aimé Césaire[réf. nécessaire]. À d’autres moments, la ville de Fort-de-France va acquérir d’autres œuvres de René-Corail, dont le célèbre « Christ guérillero »[réf. nécessaire].
En 1973, il effectue une fresque monumentale au Vauclin, sur le thème « La pêche et la mer » et en février 1974, tire deux œuvres des événements tragiques de Chalvet[Quoi ?]. L'année suivante, il séjourne à Morne-Étoile, entre Saint-Pierre et Morne-Rouge. Du 26 novembre au 11 décembre 1976, il voyage au Sénégal pour des expositions de peintures, sculptures et tentures sur le thème « Recherches », au Théâtre national Daniel-Sorano de Dakar.
En 1979, il effectue les fresques sur les murs de la Pharmacie Chomereau-Lamotte du boulevard Allègre, à Fort-de-France puis en 1982 la sculpture monumentale, « Mémorial Frantz Fanon », réalisée au Macouba, à la demande de Marcel Manville et Victor Permal, du Cercle Frantz Fanon, à partir de la lecture de Peau noire, masques blancs, avec l’aide du maire communiste Sévère Cerland. Elle sera placée à l’entrée du campus universitaire de Schœlcher. Euzhan Palcy réaliste L’atelier du diable, un court-métrage dans lequel Khokho joue le rôle principal.
L'artiste crée en 1983 la fresque monumentale au collège de Basse-Pointe, réalisée dans le cadre du 22 mai : « La fête de l’école et de la liberté » ainsi que des fresques de l’enceinte de l’église du Lamentin, 13 panneaux, nommés : « La colonisation dans la Caraïbe et les Amériques » réalisées durant le tournage de Rue Cases Nègres, d’Euzhan Palcy.
Entre 1984 et 1992, le Conseil régional de Martinique acquiert trois œuvres majeures de René-Corail : « Maternité chevaline », « Le souci » et « Les vieux ». Il expose encore en 1986 à la MJC du Lamentin et en 1987, illustre le livre Canne, sucre et rhum aux Antilles françaises, du XVIIe au XXe siècle, ouvrage collectif dirigé par Alain Grillon-Schneider. Il réalise aussi une affiche pour les trente années de « L’Impératrice ».
En 1988, il produit la fresque murale de L'Anse à l'Âne, « Un certain jour de novembre chez Jojo » et en 1988-1989, décore une boîte de nuit en Suisse, à Genève et expose ses peintures et sculptures au Conseil général de Martinique : « L’insolite de Khokho ».
Il réalise en 1990 une deuxième fresque à l’Anse-à-l’Âne « Chez Jojo, c’est chez toi » puis le 7 avril 1992 est inaugurée la galerie Khokho René-Corail à la rue de la Croix Mission à Fort-de-France. L'anne suivante y a lieu l'exposition « L’amour de l’homme envers l’homme », du 5 au 17 octobre et ses travaux sont aussi exposés au Salon « Coup de Soleil » de l’Association pour le rayonnement des peintres sculpteurs d’Outre-mer, du 4 au 24 octobre. L'artiste séjourne en Guyane où il réalise quelques œuvres.
Une exposition collective est organisée au siège social de la société Alcatel autour du thème « Art et communication »: « Les Alcat’arts, 1994 », du 11 au 22 juin puis « Le sacré dans l’Art » du 5 au 20 janvier 1995. Il produit aussi une fresque murale au restaurant « Chez Nini » à l’Anse Dufour, aux Trois-Îlets.
En 1996, il est l'invité d’honneur de la manifestation artistique « Indigo, 1996 » en Guadeloupe.
Il meurt le 13 février 1998.

### Vie politique
- 1963 : Affaire de l’OJAM - Organisation de la Jeunesse Anticolonialiste de la Martinique[3] - Manifeste de l’O.J.A.M, intitulé La Martinique aux martiniquais, signé par Charles Davidas, Rodolphe Désiré, Renaud de Grandmaison, Hervé Florent, Henri Pied, Marc Pulvar, Joseph René-Corail Kokho, Léon Sainte-Rose, Roger Riam, Victor Lessort, Gesner Mencé, Henri Armougon, Manfred Lamotte, Guy Dufond, Guy Anglionin, Georges Aliker, Josiane Saint-Louis-Augustin et Roland René-Corail. Il est emprisonné en avril 1963 à la maison d’arrêt de la rue Victor Sévère, puis transféré à la prison de Fresnes. Il est acquitté quatre mois plus tard, le 30 juillet 1963. Il retourne en Martinique en décembre 1963.
- 1978 : Création du parti politique le MIM (Mouvement pour l’indépendance de la Martinique qui devient Mouvement Indépendantiste Martiniquais) issu du Mouvement « La parole au peuple ».

## Œuvres
- Statue du Nèg Mawon[4] : réalisateur de la statue du Nèg Mawon située sur la place du 22-mai du quartier Trénelle à Fort-de-France. La statue du Nèg Mawon a été érigée en 1971 à la demande d'Aimé Césaire le maire de l'époque. Elle symbolise l'abolition de l'esclavage mais aussi la lutte des esclaves par eux-mêmes pour leur propre émancipation. Le Nèg Mawon étant celui qui se libère de ses chaînes par lui-même.
- Mémorial Frantz Fanon : réalisateur du monument situé dans le giratoire du Campus universitaire à Schœlcher. Il est une illustration du livre Peau noire, masques blancs du psychiatre Martiniquais Frantz Fanon. Il a été érigé en 1982 sous la direction de Marcel Manville et de Victor Permal du Cercle Frantz Fanon.
- Le choc des deux mondes : réalisateur de la grande fresque au Lamentin sur un mur en face de la mairie. La fresque illustre la rencontre des premiers habitants de la Martinique (Les Caraïbes) et avec les Européens.
- L'Arbre de la Liberté[5] : concepteur du monument situé au Lamentin sur la place du Nèg Mawon. Le monument a été terminé par l'artiste cubain Alberto Lescaye car Khôkhô René Corail est mort avant d'avoir terminé son œuvre.

### Filmographie
- 1982 : Rue Cases-Nègres : rôle d'un commandeur (chef des ouvriers agricoles) dans une habitation.